# Exocentrus jirouxi
Exocentrus jirouxi là một loài bọ cánh cứng trong họ Cerambycidae.